# Колыванская медь
Колыванская медь — медный сплав с остаточным содержанием серебра и золота. Аналогичен древнему гепатизону. Получался во 2-й половине XVIII века как побочный продукт при производстве серебра на Колывано-Вознесенских заводах. Использовался в 1763—1781 годах для чеканки особой «сибирской монеты».
В именном Указе  императрицы Екатерины II от 5 декабря 1763 года указан точный состав сплава. Содержание чистого золота в пуде колыванской меди  определено в один золотник и тридцать пять девяносто шестых долей (примерно 0,036 %), а содержание серебра — в тридцать один золотник и три девяносто шестых доли (примерно 0,81 %). Указом была установлена стопа 25 рублей из пуда колыванской меди (стопа из чистой меди для общегосударственной монеты в этот же период была установлена 16 рублей из пуда).